# Philip Barantini
Philip Barantini est un acteur, producteur, scénariste et réalisateur anglais né à Liverpool le 13 juillet 1980. Après avoir comméncé une carrière d'acteur, il se lance dans la réalisation. Il est notamment connu pour ses œuvres tournées en plan-séquence comme le film The Chef (2021) et sa série dérivée (2023), ainsi que pour la mini-série Adolescence (2025), toutes avec l'acteur Stephen Graham.

## Biographie

### Jeunesse
Philip Barantini nait le 13 juillet 1980 à Liverpool dans le Merseyside puis grandit à Huyton,.

### Carrière
Philip Barantini commence sa carrière comme acteur. Après un rôle récurrent dans Dream Team (entre 1998-2000), il incarne notamment le sergent Wayne A. "Skinny" Sisk dans la mini-série américano-britannique Frères d'armes (Band of Brothers, 2001) créée par Tom Hanks et Steven Spielberg. Il tient son premier rôle au cinéma dans le thriller britannique Reconnu coupable (2001) de Gillies MacKinnon. Il incarne ensuite Steve Hart dans Ned Kelly (2003), sur le gangster du même nom.
Il exprime peu à peu son intérêt pour la réalisation, saisissant les opportunités de suivre d'autres réalisateurs lors des tournages. Il fait ensuite ses débuts de réalisateur avec le court métrage Seconds Out (2019) et enchaîne avec un autre court, Boiling Point (2019), dans lequel il retrouve son partenaire de Frères d'armes, Stephen Graham. Le court métrage remporte plusieurs prix,. Le film, tourné en plan-séquence, s'inspire de son expérience de douze ans en cuisine.
En 2019, il apparait dans deux épisodes de la mini-série Chernobyl de Craig Mazin. Il réalise ensuite son premier long métrage, Villain (en). Il s'agit d'un film d'action mettant en vedette Craig Fairbrass. Le film reçoit des critiques plutôt positives dans la presse, notamment dans The New York Times et fait un temps partie des films les plus vus sur iTunes aux États-Unis.
Après le succès du court métrage Boiling Point, il décide de l'adapter en long métrage, avec l'aide de son partenaire James Cummings à l'écriture. Intitulé The Chef en France, le film sort en 2021 et est à nouveau tourné en véritable plan-séquence, toujours avec Stephen Graham,. L'acteur décrit cette expérience comme « l'ensemble d'émotions le plus exaltant que j'ai jamais ressenti sur un plateau de tournage de ma vie. » Le long métrage obtient 11 nominations aux British Independent Film Awards 2021 et en remporte deux. Il est également nommés dans quatre catégories aux BAFTA 2022.
En septembre 2021, il réalise le clip de Spit of You de Sam Fender, dans lequel il dirige à nouveau Stephen Graham,. La vidéo  remporte le UK Music Video Award de la meilleure vidéo rock en 2022. Il réalise un épisode de la série The Responder (2022) avec Martin Freeman dans lequel il joue également.
Il réalisé ensuite le film Accused qui sort en 2023. Il s'agit d'un thriller avec Chaneil Kular (en). En décembre 2024, Netflix annonce qu'il réalisera Enola Holmes 3, dans lequel Millie Bobby Brown reprend son rôle de la petite sœur de Sherlock Holmes. Le tournage débute en avril 2025.

## Filmographie
Sauf indication contraire, les informations mentionnées dans cette section peuvent être confirmées par les bases de données cinématographiques IMDb et Allociné,  présentes dans la section « Liens externes ».

### Acteur
- 1998 : Big Cat (téléfilm) de Richard Spence : Leo
- 1998-2000 : Dream Team (série TV) - 139 épisodes : Billy O'Neil
- 2001 : Frères d'armes (Band of Brothers) (mini-série) - 9 épisodes : le sergent Wayne « Skinny » Sisk
- 2002 : The American Embassy (série TV) - 1 épisode : Jason
- 2002 : Reconnu coupable (The Escapist) de Gillies MacKinnon : Joey
- 2003 : Ned Kelly de Gregor Jordan : Steve Hart
- 2003 : The Boys from County Clare de John Irvin : Alex
- 2007 : Doctors (série TV) - 1 épisode : Danny Leighton
- 2008 : 10 Days to War (mini-série) - 1 épisode : Ranger Giddins
- 2008 : The Bill (série TV) - 1 épisode : Dave Patterson
- 2009 : Minder (série TV) - 1 épisode : Wes Gray
- 2012 : Mrs. Brown's Boys (série TV) - 1 épisode : IT Man
- 2012 : Hard Boiled Sweets de David L. G. Hughes : Dean
- 2013 : Young, High and Dead de Luke Brady, Katie Anna Brady et Daniel Fenton : John
- 2016 : The Musketeers (série TV) - 1 épisode : Robert
- 2016 : Casualty (série TV) - 1 épisode : Paul Prentice
- 2018 : Humans (série TV) - 2 épisodes : Paul
- 2019 : Chernobyl (mini-série) - 2 épisodes : Bezpalov
- 2021 : A Violent Man de Ross McCall : John Morgan
- 2021 : Time (série TV) - 2 épisodes : Floyd Walker
- 2022-2024 : The Responder (série TV) - 7 épisodes : Steve

### Réalisateur
- 2019 : Seconds Out (court métrage)
- 2019 : Boiling Point (court métrage)
- 2020 : Villain
- 2020 : Spanish Pigeon (court métrage)
- 2021 : The Chef (Boiling Point)
- 2022 : The Responder (série TV) - 1 épisode
- 2023 : Accused
- 2023 : Malpractice (série TV) - 5 épisodes
- 2023 : The Chef, la série (Boiling Point) (série TV)
- 2025 : Adolescence (série TV) - 4 épisodes
- prochainement : Enola Holmes 3

### Producteur / producteur délégué
- 2016 : Wanderlust (court métrage) de Barnaby Boulton
- 2017 : An Actor's Life (Less Ordinary) de Stephen Rigg
- 2018 : Nightshooters de Marc Price
- 2019 : Levelling the Score (court métrage) de Freddie Hutton-Mills
- 2019 : Seconds Out (court métrage) de lui-même
- 2019 : Boiling Point (court métrage) de lui-même
- 2023 : Accused de lui-même
- 2023 : Malpractice (série TV) - 5 épisodes
- 2023 : The Chef, la série (Boiling Point) (série TV) - 4 épisodes
- 2025 : Adolescence (série TV) - 4 épisodes
- 2025 : This City is Ours (série TV) - 3 épisodes

### Scénariste
- 2019 : Boiling Point (court métrage) de lui-même
- 2021 : The Chef (Boiling Point) de lui-même
- 2023 : The Chef, la série (Boiling Point) (série TV) - 2 épisodes

## Distinctions principales
Sauf indication contraire, les informations mentionnées dans cette section peuvent être confirmées par la base de données cinématographiques IMDb,  présente dans la section « Liens externes ».

### Récompenses
- Lift-Off Global Network 2020 : meilleur réalisateur de court métrage pour Boiling Point[7].
- Festival du film de Taormine 2022 : : meilleur réalisateur et meilleur film pour The Chef

### Nominations
- British Independent Film Awards 2019 : meilleur court métrage britannique pour Boiling Point
- British Independent Film Awards 2021 : meilleur réalisateur, meilleur film indépendant britannique pour The Chef
- Festival international du film de Karlovy Vary 2021 : meilleur film pour The Chef
- Festival du film de Zurich 2021 : meilleur film international pour The Chef
- British Academy Film Awards 2022 : meilleur film britannique pour The Chef